# Бахата фамилија
Бахата фамилија (стилизовано БѦХѦTѦ ФѦMИЛЬIЯ) је први студијски албум Моногамије (стилизовано на албуму MС MѾNѾГѦMИЯ). Албум је изашао 26. децембра 2006. године  за издавачке куће Rap Cartel и Take It Or Leave It Records.

## Списак песама
| №   | Назив                                     | Трајање |  |
| 1.  | Бахат (дует са Бад Б, Москри)             |         |  |
| 2.  | Који курац                                |         |  |
| 3.  | Барбике (дует са Микри, Москри)           |         |  |
| 4.  | Барбике 2 (дует са Микри)                 |         |  |
| 5.  | Бек 4 море (дует са Еуфрат)               |         |  |
| 6.  | Београд (дует са Бад Б)                   |         |  |
| 7.  | Дођи да те... (дует са Москри, Предузеће) |         |  |
| 8.  | Мој је живот                              |         |  |
| 9.  | Невер волк алоун (дует са Микри)          |         |  |
| 10. | Пола нетра здраве вене                    |         |  |
| 11. | Стриктли фор мај циганс                   |         |  |
| 12. | За Моса (дует са Микри)                   |         |  |
| 13. | Звук еволуције (дует са Микри)            |         |  |
| 14. | Бам бенг (дует са Мараја)                 |         |  |
| 15. | Ми идемо... (дует са Бвана, Прти Бее Гее) |         |  |
| 16. | Жељко живи (дует са Војвода)              |         |  |